# Hurricane (band)
Hurricane is een Amerikaanse heavy metalband.

## Bezetting
Oprichters
- Robert Sarzo (leadgitaar, achtergrondzang, 1985–1989, 2010–heden)
- Tony Cavazo (basgitaar, achtergrondzang, 1985–1991, 2010–heden)
- Kelly Hansen (leadzang, ritmegitaar, keyboards, 1985–1991, 2000-2003)
- Jay Schellen (drums, percussie, achtergrondzang, 1985–1991, 2000–2003)
- Michael Guy (leadgitaar, achtergrondzang, 1985)

Voormalige leden
- Doug Aldrich (leadgitaar, achtergrondzang, 1989–1991)
- Larry Antonino (basgitaar, achtergrondzang, 2000–2003)
- Sean Manning (leadgitaar, achtergrondzang, 2000–2003)
- Andrew Freeman (leadzang, ritmegitaar, 2010–2012)
- Jason Ames (leadzang, 2014–2015)

Huidige bezetting
- Robert Sarzo (leadgitaar, achtergrondzang, 1985–1989, 2010–heden)
- Tony Cavazo (basgitaar, achtergrondzang, 1985–1991, 2010–heden)
- Mike Hansen (drums, 2010–heden)
- Michael O'Mara (leadzang, 2016–heden)

## Geschiedenis
Kevin DuBrow van Quiet Riot introduceerde Robert Sarzo en Tony Cavazo begin jaren 1980. Na het besluit om een band te formeren, wierven Sarzo en Cavazo Kelly Hansen, Jay Schellen en Michael Guy. De band besloot om zelf het album Take What You Want uit te brengen. Dankzij het album en regelmatig toeren kregen ze een contract bij een groter label.
In 1986 en 1987 openden ze voor de band Stryper bij diens tournee To Hell With the Devil. Ze tekenden spoedig bij Enigma Records, hetzelfde label als Stryper. Ze openden ook voor Gary Moore voor diens Amerikaanse tournee in 1987. In 1988 bracht hun label het debuutalbum Over the Edge uit. Voortgestuwd door een krachtige, nog melodische hardrocksound, plaatste het album zich in de top 100 (#92) van de albumhitlijst met een cover van I'm Eighteen van Alice Cooper, evenals de meest succesvolle song I'm On to You, geschreven door Jeff Jones. Het titelnummer Over the Edge werd ook uitgebracht als single.
In 1989 verliet Sarzo de band en werd vervangen door Doug Aldrich (voorheen Lion). Deze bezetting nam het album Slave to the Thrill op, dat werd uitgebracht in 1990. alhoewel AllMusic de plaat begroette als het meest toegespitste album van de band, verbleekte het succes in vergelijking met diens voorganger. Het relatieve gebrek aan succes van het album kon worden toegeschreven aan het gewijzigde muzikale condities. Kort na het uitbrengen van dit album, vertrok Aldrich naar Bad Moon Rising en de rest van de band viel in snel tempo uit elkaar.
In 1991 schreef Schellen, maakte hij opnamen en toerde hij uitgebreid met Unruly Child en Sircle of Silence, terwijl Hansen een aanzienlijke hoeveelheid sessiewerk deed. Schellen stelde voor dat Hansen hielp met de opname van de tweede publicatie van Unruly Child en kort daarna gingen ze akkoord om Hurricane nieuw leven in te blazen. Sean Manning en Larry Antonino rondden de nieuwe versie van de band af en brachten Liquifury uit. Carlos Villalobos (gitaar) en Randall Strom (gitaar) verleenden hun medewerking als sessiemuzikanten bij dit album met elk een nummer. Villalobos was ook medeschrijver van het nummer waaraan hij meewerkte. Eind jaren 1990 begon Schellen een doorgaande medewerking met World Trade, Conspiracy met Chris Squire (Yes) en Circa met zijn vriend en bandmaat Billy Sherwood. Schellen voegde zich in 2005 bij de populaire progressieve popband Asia en speelt nu in Asia featuring John Payne. Hansen vertrok naar Foreigner en Aldrich is tegenwoordig bezig met de productie Raiding The Rock Vault in Las Vegas.
Manning formeerde The Exiles met drie andere Britse emigranten Paul Rafferty (voorheen Bonham, zang), Paul Stanley (basgitaar) en Terry Muscall (drums). De band splitste zich midden jaren 1990, maar een collectie demo's, deels mede-geproduceerd door Neil Giraldo, de gitarist van Pat Benatar, verscheen in 1996 als Sean Manning & Paul Raffery - The Exiles (Indivision/SDM), met extra muzikale bijdragen van Giraldo, Myron Grombacher, Greg D'Angelo en Richard Baker.
In 2010 herenigden zich de oprichters Sarzo en Cavazo en haalden Andrew Freeman en Mike Hansen. Ze kondigden een tournee en een cd aan in 2011. De band bevindt zich momenteel in een leegte. In 2013 werd bekend dat Sarzo werd genoemd als de nieuwe leadgitarist van Geoff Tate's versie van Queensrÿche.
Hurricane was de openingsact bij de tournee van 2014 van Tate's Queensrÿche. Sarzo speelde met beiden de openings- en hoofdacts tijdens de gehele tournee. Zanger Jason Ames was tijdens de tournee verantwoordelijk voor de leadzang.

## Discografie

### Singles
- 1988: Over The Edge
- 1988: I'm On To You
- 1990: Next To You
- 1990: Dance Little Sister

### Albums
- 1985: Take What You Want
- 1988: Over the Edge
- 1990: Slave to the Thrill
- 2001: Liquifury